# 長尾春花
長尾 春花（ながお はるか、1989年5月12日 - ）は、日本のヴァイオリニスト。静岡県掛川市生まれ。ハンガリー国立歌劇場管弦楽団のコンサートマスター。

## 経歴
3歳からヴァイオリンを始める。7歳の時、「浜松交響楽団楽友会オーケストラ（現在の楽友会オーケストラ浜松）」とモーツァルトのヴァイオリン協奏曲第4番を共演。2001年、第6回江藤俊哉ヴァイオリンコンクールジュニアアーティスト部門にて史上最年少で第1位となり、田中千香士指揮・東京交響楽団とパガニーニのヴァイオリン協奏曲第1番を共演。2004年には、第58回全日本学生音楽コンクール全国大会中学校の部で第1位、毎日中学生新聞賞、都築音楽賞、兎束賞、東儀賞を受賞する。2005年2月、中学3年生で「若草物語5 ～仙台フィルハーモニー管弦楽団と若い音楽家によるコンサート～」のオーディションに合格、外山雄三指揮・仙台フィルハーモニー管弦楽団とドヴォルジャークのヴァイオリン協奏曲を共演。
2005年、東京芸術大学音楽学部附属音楽高等学校に入学。在学中に多くのコンクールで受賞している。
- 2005年10月、第6回大阪国際音楽コンクール弦楽器部門・高校の部で第2位。
- 2006年、浜松交響楽団30周年記念ソリストオーディションにおいて、チェロ・ヴァイオリン部門第1位[2]。
- 2007年、第1回宗次エンジェルヴァイオリンコンクール第1位を受賞し[2]、小松長生指揮・セントラル愛知交響楽団と共演。
- 2007年、第3回仙台国際音楽コンクールヴァイオリン部門第6位、聴衆賞受賞[2]。山下一史、パスカル・ヴェロ指揮 仙台フィルハーモニー管弦楽団と共演。
- 2007年、第76回日本音楽コンクールバイオリン部門第1位[2]。増沢賞、レウカディア賞、鷲見賞、黒柳賞受賞[2]。十束尚宏指揮・東京フィルハーモニー交響楽団と共演。

2008年に東京藝術大学に進学。2019年に同大学院博士課程を修了。在学中にロームの奨学金を得てグラーツ国立音楽大学で研修をつみ、ジェラール・プーレに師事。2012年1月1日付でシンフォニエッタ静岡ソロ・コンサートマスターに就任。2016年からハンガリー国立歌劇場管弦楽団のコンサートマスターを務めている。
2017年、シゲティ弦楽四重奏団を結成して、ノーラ・ネーメト（ハンガリー語: Nóra Németh、ヴァイオリン）、デーネシュ・ルドマーニ（ハンガリー語: Dénes Ludmány、ヴィオラ）、リチャード・ロージャ（チェロ）とともに活動を開始した。
日本人では、これまでに篠田真美子、沼田園子、江藤アンジェラ、江藤俊哉、青木高志、岡山潔に師事した。

## 主な受賞歴
- 2001年、第6回江藤俊哉ヴァイオリンコンクールジュニアアーティスト部門 第1位[2]。
- 2004年、第58回全日本学生音楽コンクール全国大会中学校の部 第1位(毎日中学生新聞賞、都築音楽賞、兎束賞、東儀賞を受賞)[6]。
- 2007年、第76回日本音楽コンクールバイオリン部門第1位[7]。
- 2008年、ロン＝ティボー国際コンクール第5位[2]。
- 2016年、第1回ドミニク・ペカット国際ヴァイオリンコンクール」第3位
- 2018年、カール・フレッシュ国際ヴァイオリン・コンクールで第1位[8]。